# Raymond Bilney
Raymond Bilney (nascido em 2 de novembro de 1945) é um ex-ciclista australiano que competiu nos Jogos Olímpicos de Verão de 1964, representando a Austrália.